# Evart
Evart est une ville du comté d'Osceola, dans l'État du Michigan, aux États-Unis. En 2020, sa population était de 1 742 habitants.